# Ali Reza Mansourian
Ali Reza Mansourian (per. علیرضا منصوریان, ur. 2 grudnia 1971 w Teheranie), piłkarz irański grający na pozycji pomocnika.

## Kariera klubowa
Karierę piłkarską Mansourian rozpoczął w klubie Pars Khodro. W 1995 roku odszedł do stołecznego Esteghlal FC i w jego barwach zadebiutował w pierwszej lidze Iranu. W 1996 roku zdobył z nim Hazfi Cup, czyli Puchar Iranu, a w 1996 roku przeszedł do Balestier Khalsa FC. W 1997 roku grał w singapurskim Geylang United. Spędził w nim pół sezonu i jeszcze przed końcem roku wrócił do Esteghlal. W sezonie 1997/1998 został z tym klubem mistrzem Iranu, po raz pierwszy w karierze.
Latem 1998 roku Mansourian wyjechał do Europy, a jego pierwszym klubem na tym kontynencie była grecka Skoda Ksanti. Przez półtora roku rozegrał dla tego klubu 29 spotkań, a na początku 2000 odszedł do Apollonu Smyrnis. Latem ponownie zmienił barwy klubowe i trafił do niemieckiego FC St. Pauli. 12 sierpnia zadebiutował w drugiej lidze w wygranym 6:3 wyjazdowym spotkaniu z LR Ahlen. W 2001 roku awansował z St. Pauli do pierwszej ligi. Łącznie na niemieckich boiskach wystąpił w 15 spotkaniach.
W 2002 roku Mansourian wrócił do Esteghlal i grał tam do końca swojej kariery, czyli do lata 2008 roku. W tym okresie dwukrotnie zdobywał krajowy puchar w latach 2002 i 2008. Z kolei w sezonie 2005/2006 wywalczył swoje drugie mistrzostwo kraju. Wcześniej w sezonie 2003/2004 został wicemistrzem irańskiej ligi.

## Kariera reprezentacyjna
W reprezentacji Iranu Mansourian zadebiutował w 1996 roku. W 1998 roku został powołany przez Dżalala Talebiego do kadry na Mistrzostwa Świata we Francji. Tam był wystąpił rezerwowym i w takiej roli wystąpił w spotkaniach z Jugosławią (0:1) oraz ze Stanami Zjednoczonymi (2:1). W tym samym roku przestał występować w reprezentacji, a łącznie wystąpił w niej 46 razy i strzelił 8 goli.